# Иванов, Виктор Аркадьевич
Ви́ктор Арка́дьевич Ивано́в (родился 22 августа 1954, Петрозаводск) — российский военачальник, генерал-майор.

## Биография
1975 — окончил Сызранское высшее военное авиационное училище летчиков. Проходил службу лётчиком-оператором в Группе советских войск Германии, старшим командиром вертолёта в Московском, Прибалтийском и Туркестанском военных округах, командиром звена в ПрибВО и ГСВГ, заместителем командира эскадрильи в ГСВГ.
1989 — после окончания учёбы в Военно-воздушной академии имени Ю. А. Гагарина занимал должности: командир вертолётной эскадрильи, заместитель командира, командир отдельного вертолётного полка в Белорусском военном округе, начальник отдела боевой подготовки управления авиации, начальник авиации Забайкальского и Сибирского военных округов.
2001 — заместитель начальника армейской авиации.
2005 — Указом Президента РФ от 3 июня 2005 г. генерал-майор В. А. Иванов назначен начальником управления армейской авиации.